# Cargo Air
Cargo Air ist eine bulgarische Frachtfluggesellschaft mit Sitz in Sofia und Basen auf den Flughäfen Plowdiw und Sofia.

## Geschichte
Da Vega Airlines auf der Liste der Betriebsuntersagungen für den Luftraum der Europäischen Union stand und es die bulgarische Luftfahrtbehörde untersagte, in oder über das Gebiet der EU zu fliegen, firmierte Vega Airlines seit November 2007 als Cargo Air. Daraufhin wurde Cargo Air weltweiter General Sales Agent für die Frachtfluggesellschaft Ruby Star aus Belarus und bot für seine Kunden Logistikdienste mit Teil- oder Vollcharterflügen mit Antonow An-12 und Iljuschin Il-76 an.
Cargo Air verkaufte ihre Antonow An-12 schließlich nach Russland, in die Ukraine und nach Belarus. Ende Oktober 2007 schloss sie einen Kaufvertrag für eine Boeing 737-300 mit der amerikanischen Leasinggesellschaft GA Telesis ab. Im Juli 2009 begann Cargo Air für TNT Airways in deren europäischem Netz zu fliegen. Es folgte im September 2009 der Kauf einer zweiten 737-300, die seit Juli 2010 eingesetzt wird. Aufgrund steigender Nachfrage nach langfristigem Wet-Lease und Ad-hoc-Chartern wurde eine dritte 737-300 angeschafft, welche im September 2011 geliefert wurde.

## Flugziele
Cargo Air bietet Charterflüge für Luftfracht in Europa und dem Nahen Osten an und führt Flüge für DHL Aviation durch.
Für UPS fliegt Cargo Air werktäglich mit einer Boeing 737 von Cluj-Napoca in Rumänien zum Flughafen Köln-Bonn und bindet Rumänien somit an das internationale UPS-Netz an.

## Flotte

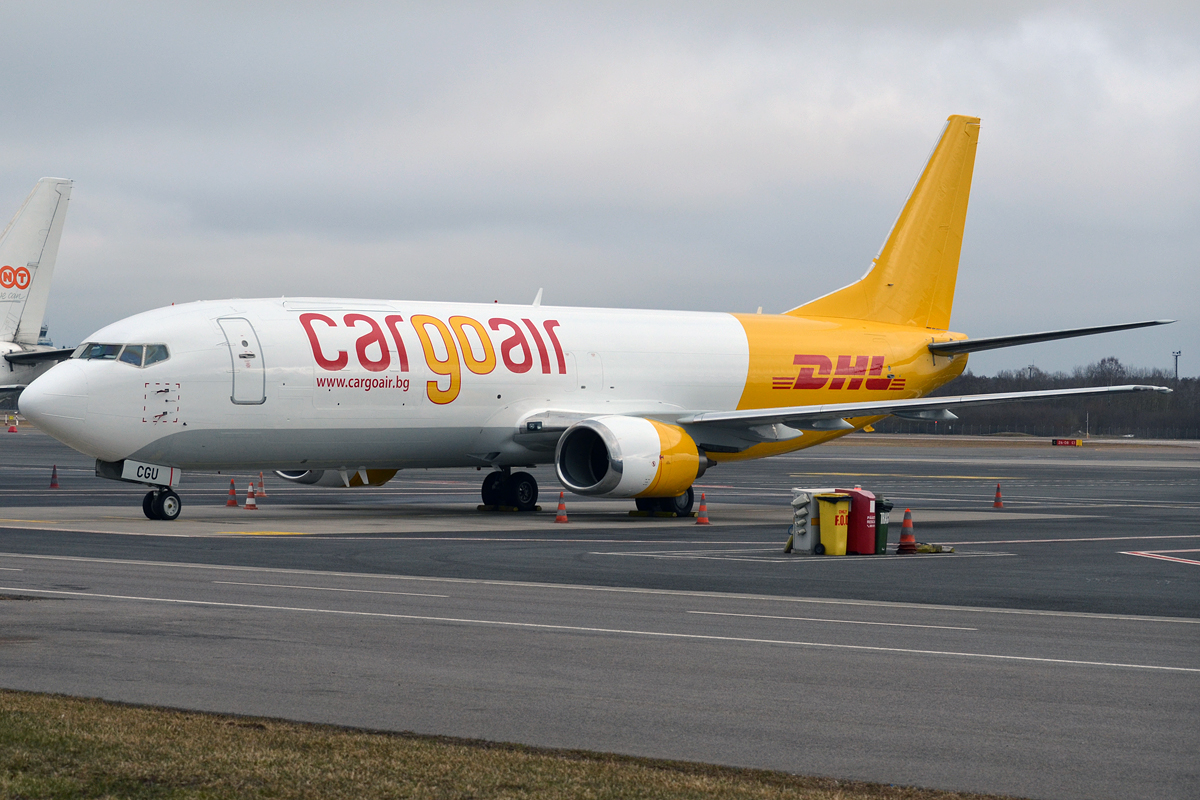
Boeing 737-400SF der Cargo Air

Mit Stand April 2025 besteht die Flotte der Cargo Air aus 14 Flugzeugen mit einem Durchschnittsalter von 29,8 Jahren:
| Flugzeugtyp       | Anzahl | bestellt | Anmerkungen                                                | Kapazität (in t) | Durchschnittsalter |
| ----------------- | ------ | -------- | ---------------------------------------------------------- | ---------------- | ------------------ |
| Boeing 737-300SF  | 03     |          |                                                            | 19               | 36,1 Jahre         |
| Boeing 737-400SF  | 06     |          | zwei betrieben für DHL Aviation                            | 21               | 30,6 Jahre         |
| Boeing 737-800BCF | 05     |          | mit Winglets ausgestattet; eine betrieben für DHL Aviation | 24               | 25,0 Jahre         |
| Gesamt            | 14     | -        |                                                            |                  | 29,8 Jahre         |